# Arbutin
Arbutin är en glykosid som förekommer i bladen på bland annat mjölon. Ämnet som bildar vita, glänsande nålformade kristaller är luktlöst och har en starkt bitter smak. Det spaltas av enzymeer till socker och hydrokinon och kan användas som medel mot urinvägsinfektioner.